# Supergrup de l'alunita
El supergrup de l'alunita, de vegades anomenada família de l'alunita, és un grup de minerals que engloba altres quatre grups: grup de l'alunita, el grup de la beudantita, el grup de la plumbogummita i el grup de la dussertita.
La fórmula del supergrup és AD₃(XO₄)₂(OH)₆; on A = Na, K, Pb, Rb, NH₄, Ag, H₃O or H₂O.
D = Al, Fe3+, V3+ o Ga3+; Cu, Zn, Ge i altres; i el grup XO₄ pot estar parcialment protonat. Els minerals que formen part del supergrup formen cristalls generalment petits, imperfectes i rars. L'hàbit és usualment tabular o pseudocúbic a pseudocubo-octaèdric. Els hàbits aciculars són extremadament rars.
La darrera espècie en ser descoberta i afegida en aquest supergrup és la slottaïta, aprovada per l'Associació Mineralògica Internacional en el mes de desembre de 2024, i que encara no es troba englobada a cap dels grups que la conformen.

## Galeria

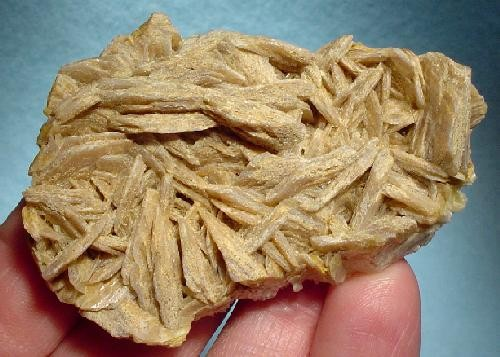
Alunita
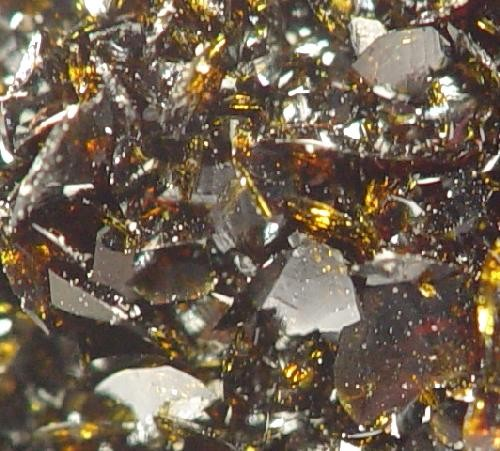
Beudantita
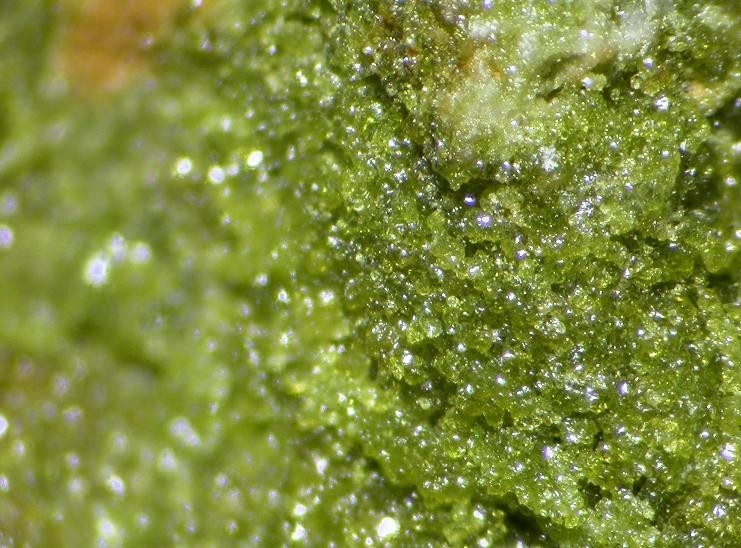
Dussertita
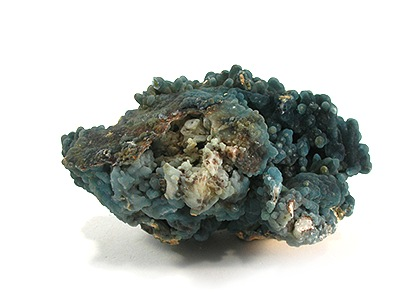
Plumbogummita